# Tuhalaane
Tuhalaane är en ort i Estland. Den ligger i kommunen Mulgi vald (tidigare Karksi vald) och landskapet Viljandimaa, i den södra delen av landet, 150 km söder om huvudstaden Tallinn. Tuhalaane ligger 94 meter över havet och antalet invånare är 133.
Terrängen runt Tuhalaane är platt. Runt Tuhalaane är det glesbefolkat, med 10 invånare per kvadratkilometer. Närmaste större samhälle är Karksi-Nuia, 9,7 km sydväst om Tuhalaane. I omgivningarna runt Tuhalaane växer i huvudsak blandskog.